# Meiko Kaji
Meiko Kaji (japanska: 梶 芽衣子?, Kaji Meiko), född 24 mars 1947 i Chiyoda kommun i Tokyo, Japan, är en japansk enka-sångerska och skådespelare. Hennes ursprungliga namn är Ōta Masoko (太田 雅子); Kaji Meiko (i väst oftare Meiko Kaji) är hennes artistnamn.
Som skådespelare och sångerska har Kaji flera gånger sjungit i filmmusiken till filmer hon själv spelat med i. Så var till exempel fallet i Lady Snowblood (1973), en senare kultförklarad film som stått förebild till Quentin Tarantinos Kill Bill-filmer. Dessutom finns två av hennes låtar med i Kill Bill: The flower of carnage i Kill Bill: Volume 1 och Urami bushi i Kill Bill: Volume 2.
Kaji fick sitt genombrott som skådespelare med en serie fängelsefilmer, Joshū 701-go (女囚７０１号) och dess uppföljare, i början av 1970-talet. Hon har, förutom sina filmroller, också medverkat i ett stort antal tv-serier.